# Elecciones a la Junta General del Principado de Asturias de 1991
Las elecciones a la Junta General del Principado de Asturias de 1991 se celebraron el 26 de mayo. Es de destacar que, aún habiendo aumentado el número de electores, el número de votantes descendió, por lo que supuso la participación más baja en su historia. 
Los dos principales partidos aumentaron el número de escaños, volviendo a salir vencedores los socialistas, con Juan Luis Rodríguez Vigil a la cabeza. Izquierda Unida también aumentó sus representantes en la Junta, que por primera vez en su historia contó con la presencia de un diputado asturianista, Xuan Xosé Sánchez Vicente, del Partíu Asturianista, como representante de la Coalición Asturiana. El gran perdedor de las elecciones fue el CDS, que pasó de tener 8 representantes a tan sólo 2.

## Resultados
| ← Elecciones a la Junta General del Principado de Asturias de 1991 → |                                                   |                           |         |       |         |     |
| Presidente y gobierno | Partido                                           | Candidato                 | Votos   | %     | Escaños | +/- |
| - Presidente: - Juan Luis Rodríguez-Vigil (1991-1993) Antonio Trevín Lombán (1993-1995) - Gobierno: PSOE - Censo: 913.215 - Votantes: 535.967 (58,69%) - Abstención: 377.248 (41,31%) - Válidos: 531.947 - A candidatura: 525.414 (98,8%) | Partido Socialista Obrero Español (PSOE)          | Juan Luis Rodríguez Vigil | 218.193 | 41,02 | 21      | +1  |
| - Presidente: - Juan Luis Rodríguez-Vigil (1991-1993) Antonio Trevín Lombán (1993-1995) - Gobierno: PSOE - Censo: 913.215 - Votantes: 535.967 (58,69%) - Abstención: 377.248 (41,31%) - Válidos: 531.947 - A candidatura: 525.414 (98,8%) | Partido Popular (PP)                              | Isidro Fernández Rozada   | 161.703 | 30,40 | 15      | +2  |
| - Presidente: - Juan Luis Rodríguez-Vigil (1991-1993) Antonio Trevín Lombán (1993-1995) - Gobierno: PSOE - Censo: 913.215 - Votantes: 535.967 (58,69%) - Abstención: 377.248 (41,31%) - Válidos: 531.947 - A candidatura: 525.414 (98,8%) | Izquierda Unida (IU)                              | Laura González Álvarez    | 78.982  | 14,85 | 6       | +2  |
| - Presidente: - Juan Luis Rodríguez-Vigil (1991-1993) Antonio Trevín Lombán (1993-1995) - Gobierno: PSOE - Censo: 913.215 - Votantes: 535.967 (58,69%) - Abstención: 377.248 (41,31%) - Válidos: 531.947 - A candidatura: 525.414 (98,8%) | Centro Democrático y Social (CDS)                 | Adolfo Barthe Aza         | 35.884  | 6,75  | 2       | -6  |
| - Presidente: - Juan Luis Rodríguez-Vigil (1991-1993) Antonio Trevín Lombán (1993-1995) - Gobierno: PSOE - Censo: 913.215 - Votantes: 535.967 (58,69%) - Abstención: 377.248 (41,31%) - Válidos: 531.947 - A candidatura: 525.414 (98,8%) | Coalición Asturiana (PAS-UNA)                     | Xuan Xosé Sánchez         | 14.569  | 2,74  | 1 a     | +1  |
| - Presidente: - Juan Luis Rodríguez-Vigil (1991-1993) Antonio Trevín Lombán (1993-1995) - Gobierno: PSOE - Censo: 913.215 - Votantes: 535.967 (58,69%) - Abstención: 377.248 (41,31%) - Válidos: 531.947 - A candidatura: 525.414 (98,8%) | Los Verdes (LV)                                   |                           | 7.299   | 1,37  | 0       |     |
| - Presidente: - Juan Luis Rodríguez-Vigil (1991-1993) Antonio Trevín Lombán (1993-1995) - Gobierno: PSOE - Censo: 913.215 - Votantes: 535.967 (58,69%) - Abstención: 377.248 (41,31%) - Válidos: 531.947 - A candidatura: 525.414 (98,8%) | Trabajadoras Gijonesas Confecciones (PTGC)        |                           | 2.678   | 0,50  | 0       |     |
| - Presidente: - Juan Luis Rodríguez-Vigil (1991-1993) Antonio Trevín Lombán (1993-1995) - Gobierno: PSOE - Censo: 913.215 - Votantes: 535.967 (58,69%) - Abstención: 377.248 (41,31%) - Válidos: 531.947 - A candidatura: 525.414 (98,8%) | Conceyu Independiente d'Asturies (CONCEYU)        |                           | 1.938   | 0,36  | 0       |     |
| - Presidente: - Juan Luis Rodríguez-Vigil (1991-1993) Antonio Trevín Lombán (1993-1995) - Gobierno: PSOE - Censo: 913.215 - Votantes: 535.967 (58,69%) - Abstención: 377.248 (41,31%) - Válidos: 531.947 - A candidatura: 525.414 (98,8%) | Partido Comunista de los Pueblos de España (PCPE) |                           | 1.768   | 0,33  | 0       |     |
| - Presidente: - Juan Luis Rodríguez-Vigil (1991-1993) Antonio Trevín Lombán (1993-1995) - Gobierno: PSOE - Censo: 913.215 - Votantes: 535.967 (58,69%) - Abstención: 377.248 (41,31%) - Válidos: 531.947 - A candidatura: 525.414 (98,8%) | Unión del Pueblo Asturiano (UPA)                  |                           | 1.263   | 0,24  | 0       |     |
| - Presidente: - Juan Luis Rodríguez-Vigil (1991-1993) Antonio Trevín Lombán (1993-1995) - Gobierno: PSOE - Censo: 913.215 - Votantes: 535.967 (58,69%) - Abstención: 377.248 (41,31%) - Válidos: 531.947 - A candidatura: 525.414 (98,8%) | Andecha Astur (AA)                                |                           | 1.137   | 0,21  | 0       |     |
| - Presidente: - Juan Luis Rodríguez-Vigil (1991-1993) Antonio Trevín Lombán (1993-1995) - Gobierno: PSOE - Censo: 913.215 - Votantes: 535.967 (58,69%) - Abstención: 377.248 (41,31%) - Válidos: 531.947 - A candidatura: 525.414 (98,8%) | En blanco                                         | N/A                       | 6.533   | 1,23  | N/A     | N/A |
| - Presidente: - Juan Luis Rodríguez-Vigil (1991-1993) Antonio Trevín Lombán (1993-1995) - Gobierno: PSOE - Censo: 913.215 - Votantes: 535.967 (58,69%) - Abstención: 377.248 (41,31%) - Válidos: 531.947 - A candidatura: 525.414 (98,8%) | Nulos                                             | N/A                       | 4.020   | 0,44  | N/A     | N/A |

a Del PAS.

## Por circunscripciones
| Circunscripción central |                                          |         |        |         |     |
| Resultados | Candidatura                              | Votos   | %      | Escaños | +/- |
| - Censo: 712.447 - Votantes: 407.782 (57,24%) - Abstención: 304.665 (42,76%) - Blancos: 5.322 (0,75%) - Nulos: 2.900 (0,41%) | Partido Socialista Obrero Español (PSOE) | 158.492 | 39,15% | 13      | =   |
| - Censo: 712.447 - Votantes: 407.782 (57,24%) - Abstención: 304.665 (42,76%) - Blancos: 5.322 (0,75%) - Nulos: 2.900 (0,41%) | Partido Popular (PP)                     | 119.095 | 29,41% | 10      | 2   |
| - Censo: 712.447 - Votantes: 407.782 (57,24%) - Abstención: 304.665 (42,76%) - Blancos: 5.322 (0,75%) - Nulos: 2.900 (0,41%) | Izquierda Unida (IU)                     | 69.138  | 17,08% | 6       | 2   |
| - Censo: 712.447 - Votantes: 407.782 (57,24%) - Abstención: 304.665 (42,76%) - Blancos: 5.322 (0,75%) - Nulos: 2.900 (0,41%) | Centro Democrático y Social (CDS)        | 26.091  | 6,44%  | 2       | 5   |
| - Censo: 712.447 - Votantes: 407.782 (57,24%) - Abstención: 304.665 (42,76%) - Blancos: 5.322 (0,75%) - Nulos: 2.900 (0,41%) | Coalición Asturiana (PAS-UNA)            | 12.672  | 3,13%  | 1       | 1   |

| Circunscripción occidental                                                                                            |                                          |        |        |         |     |
| Resultados | Candidatura                              | Votos  | %      | Escaños | +/- |
| - Censo: 131.123 - Votantes: 81.575 (62,21%) - Abstención: 49.548 (37,79%) - Blancos: 670 (0,51%) - Nulos: 655 (0,5%) | Partido Socialista Obrero Español (PSOE) | 38.994 | 48,13% | 5       | 1   |
| - Censo: 131.123 - Votantes: 81.575 (62,21%) - Abstención: 49.548 (37,79%) - Blancos: 670 (0,51%) - Nulos: 655 (0,5%) | Partido Popular (PP)                     | 25.308 | 31,28% | 3       | =   |
| - Censo: 131.123 - Votantes: 81.575 (62,21%) - Abstención: 49.548 (37,79%) - Blancos: 670 (0,51%) - Nulos: 655 (0,5%) | Izquierda Unida (IU)                     | 7.530  | 9,31%  | 0       | =   |
| - Censo: 131.123 - Votantes: 81.575 (62,21%) - Abstención: 49.548 (37,79%) - Blancos: 670 (0,51%) - Nulos: 655 (0,5%) | Centro Democrático y Social (CDS)        | 6.335  | 7,83%  | 0       | 1   |

| Circunscripción oriental                                                                                              |                                          |        |        |         |     |
| Resultados | Candidatura                              | Votos  | %      | Escaños | +/- |
| - Censo: 71.598 - Votantes: 51.465 (71,88%) - Abstención: 20.133 (28,12%) - Blancos: 545 (0,76%) - Nulos: 383 (0,53%) | Partido Socialista Obrero Español (PSOE) | 20.757 | 44,98% | 3       | =   |
| - Censo: 71.598 - Votantes: 51.465 (71,88%) - Abstención: 20.133 (28,12%) - Blancos: 545 (0,76%) - Nulos: 383 (0,53%) | Partido Popular (PP)                     | 17.300 | 37,49% | 2       | =   |